# Bălăceanu (gmina)
Bălăceanu – gmina w Rumunii, w okręgu Buzău. Obejmuje tylko jedną miejscowość Bălăceanu. W 2011 roku liczyła 1632 mieszkańców.